# Consulaat-generaal van Haïti in Suriname
Het consulaat-generaal van Haïti in Suriname staat aan de Mr. F.H.R. Lim A Postraat in Paramaribo.
Op 2 juli 2013 heeft Pierre-Richard Casimir, de Haïtiaanse minister van Buitenlandse Zaken, het eerste consulaat in Suriname ingehuldigd.
Op 23 september 2023 was een vertegenwoordiging van het consulaat aanwezig bij de presentatie van de nieuwe Organisation d'Union Sociale des Haitiens à Suriname gepresenteerd. Het doel is om geregeld activiteiten voor Haïtiaanse Surinamers te organiseren.
In augustus 2024 werden alle diplomaten op één na teruggeroepen naar Haïti en alle twaalf ingehuurde krachten ontslagen, vanwege verdenking op betrokkenheid bij mensenhandel.

## Consuls
| Consul               | start | vertrek | opmerking |
| -------------------- | ----- | ------- | --------- |
| Alex Jospitre        | 2013  | 2019    |           |
| Mystral Jean-Charles | 2019  |         |           |